# 清州国際空港

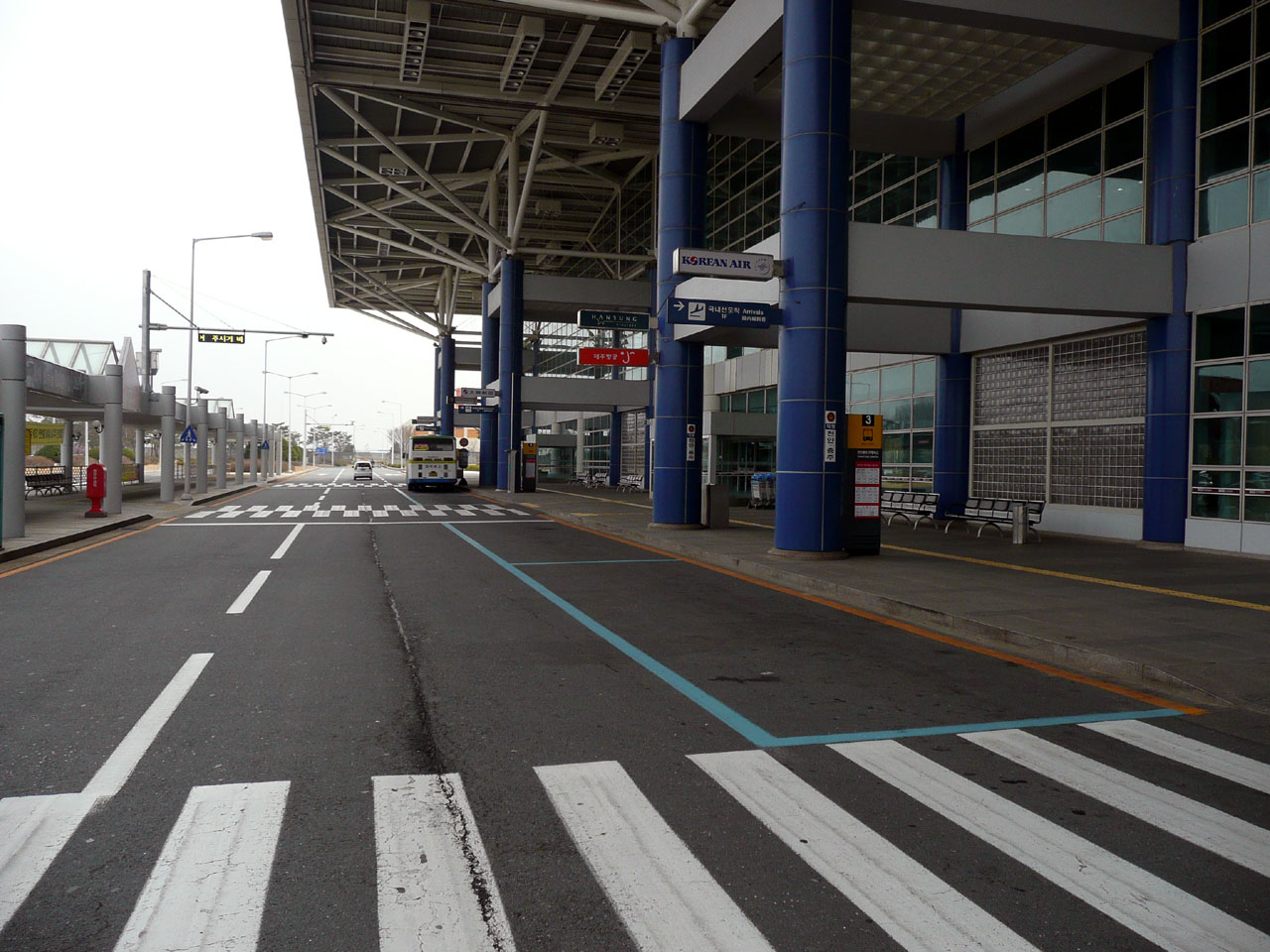
清州空港エントランス

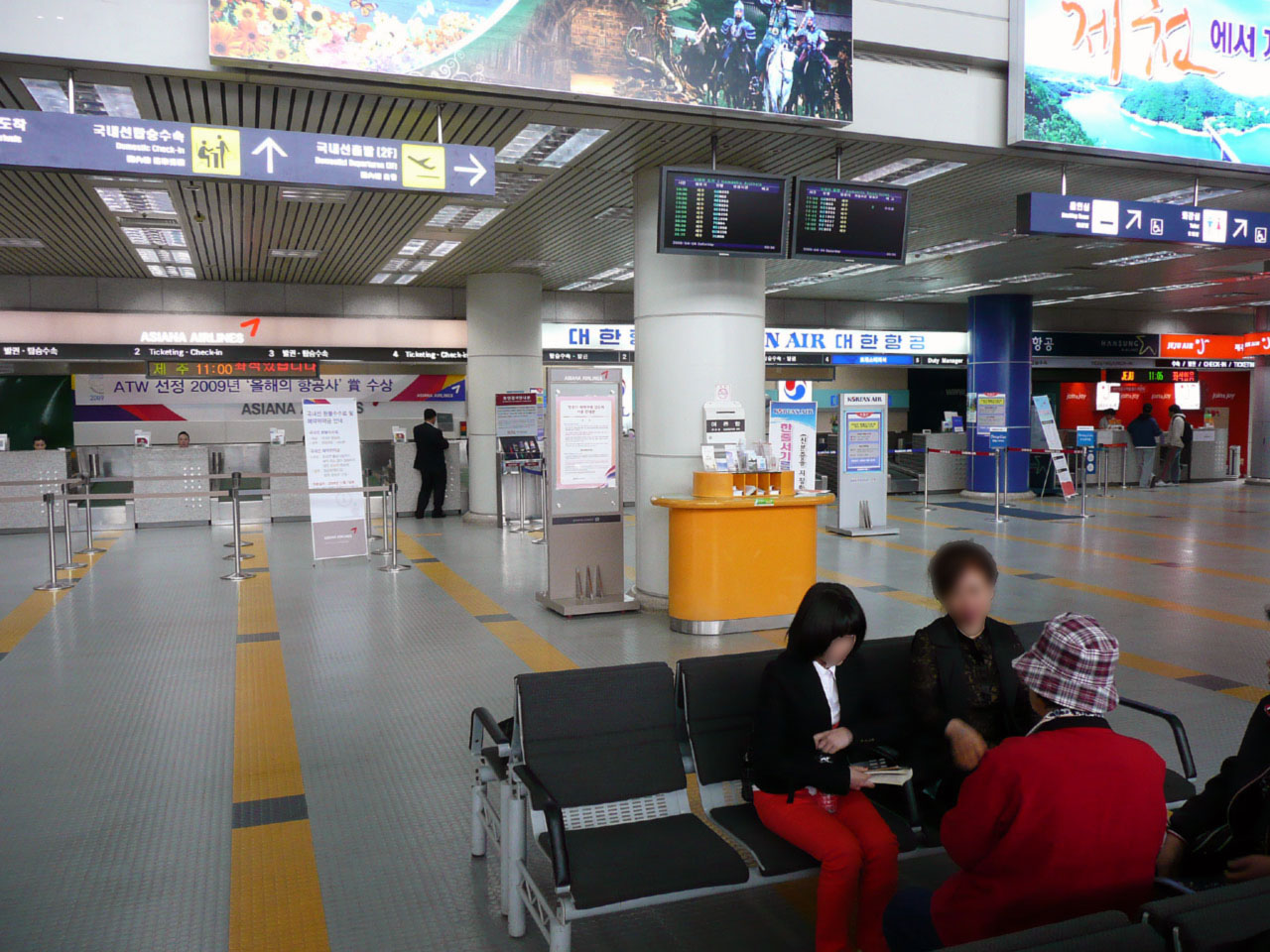
国内線チェックインカウンター

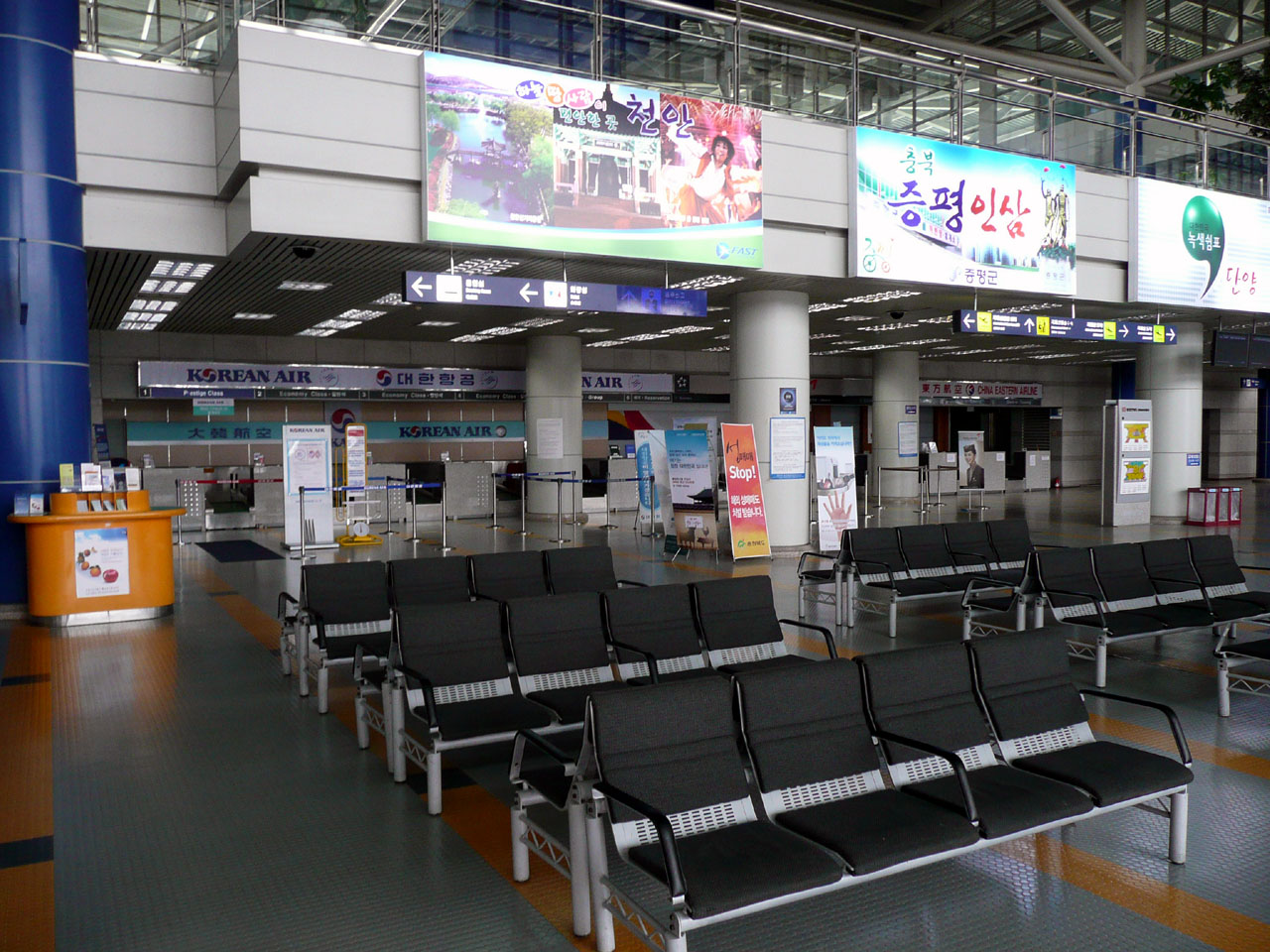
国際線チェックインカウンター

清州国際空港（チョンジュこくさいくうこう、韓国語：청주국제공항、英語：Cheongju Airport）は、大韓民国の忠清北道清州市清原区内秀邑にある共用飛行場。忠清北道の道庁所在地・清州市内にあり、また大田広域市からも45kmほどの距離にある。格安航空会社のエアロKが本空港をハブ空港としている。

## 沿革
1978年9月に軍用飛行場の使用が開始された。1984年に同飛行場で国際空港建設計画が始まり1996年12月に工事が完了、1997年4月28日に清州国際空港として開港した。年間に国内線で1,230,000人、国際線で1,150,000人の乗客を扱う能力があり770台分の駐車場も完備している。さらに年間196,000回の発着能力もある。
開港当初の利用率は低迷し、日本線やサイパン線などが相次ぎ休止したが、2000年代には中国線を中心に着実に便数を増やしていた。2008年、景気低迷、ウォン安などの原因により、就航路線が大幅に削減されていたが、徐々に便数が増加し、2010年6月からは、大韓航空により、定期便運航を視野に入れた大阪便も週4便運航開始している。(現在は運休中)
その後、2018年に入ると、LCCの就航が相次ぎ、日本路線では大阪便にイースター航空とチェジュ航空が就航した。

## 主な就航会社・路線

### 国内線
| 航空会社         | 就航地               |
| ---------------- | -------------------- |
| 大韓航空         | 済州                 |
| アシアナ航空     | 済州                 |
| チェジュ航空     | 済州                 |
| ティーウェイ航空 | 済州                 |
| ジンエアー       | 済州                 |
| エアロK          | 済州、襄陽（運休中） |

### 国際線
チャーター便は除く。
| 航空会社         | 就航地 |
| ---------------- | --- |
| エアロK          | 東京/成田、 大阪/関西、 名古屋/中部、 札幌/新千歳、帯広、茨城、広島、福岡、北九州(2025年9月30日より運航開始予定)、那覇(2025年10月1日より運航開始予定)、台北/桃園、高雄、クラーク、ハノイ、ダナン、ウランバートル |
| ティーウェイ航空 | 大阪/関西、 福岡、バンコク/ドンムアン、ダナン、ニャチャン、延吉 |
| チェジュ航空     | 台北/桃園 |
| イースター航空   | 延吉、台北/桃園 |
| 中国南方航空     | 延吉 |
| 四川航空         | 張家界 |

### 就航都市
- 韓国
  - 済州、襄陽(運休中)
- 日本
  - 東京/成田、 大阪/関西、 名古屋/中部、 札幌/新千歳、帯広、茨城、広島、福岡、北九州(2025年9月30日より運航開始予定)、那覇(2025年10月1日より運航開始予定)
- 中国
  - 張家界、延吉
- 台湾
  - 台北/桃園、高雄
- ベトナム
  - ハノイ、ダナン、ニャチャン
- タイ
  - バンコク/ドンムアン
- フィリピン
  - クラーク
- モンゴル
  - ウランバートル

## アクセス
空港から300mほど西にKORAIL忠北線の清州空港駅があり、全てのムグンファ号・ヌリロ（ほとんどは大田 - 堤川間運転の列車）が停車するが、本数はあまり多くない。なお、同駅は無人駅であり、列車内での乗車券購入のほか、空港内でも乗車券が販売されている。
また、清州市内にあるKTX・SRT停車駅の五松駅からは、忠北線利用のほか、空港急行バスである747番バス、世宗特別自治市BRT(BAROTA)B3番バスの利用も可能である。また、清州市内から多数の市内バスが乗り入れている。
大田広域市にある京釜線新灘津駅や空港の南側に広がる清州市街地より407番バスも本数が多い。
統営-大田・中部高速道路の梧倉ICからは10分程度の距離にある。清州市中心市街より車で約20分、大田広域市より車で約50分である。